# José Vicente Forment Faet
José Vicente Forment Faet (Almenara, Plana Baixa, 31 de maig de 1947) és un exfutbolista valencià. Jugava de davanter i el seu primer club va ser el CD Mestalla.
Com a juvenil, va jugar cedit al Requena, fins que debuta el 1966 amb el CD Mestalla en Segona Divisió. El 1969 el cedeixen al CE Castelló, on va estar fins a 1970. En acabar aquell any torna al València CF, on una lesió marcaria el seu rendiment. Abandona l'equip merengot i el futbol professional el 1974, retirant-se definitivament al Vila-real CF.
És recordat pel gol de Forment, marcat contra el Celta i que va permetre que el València CF tinguera opcions per a guanyar la lliga l'any 71. Des de l'any 2018, l'entitat Últimes Vesprades a Mestalla l'homenatja a Mestalla cada 28 de març.

## Galeria

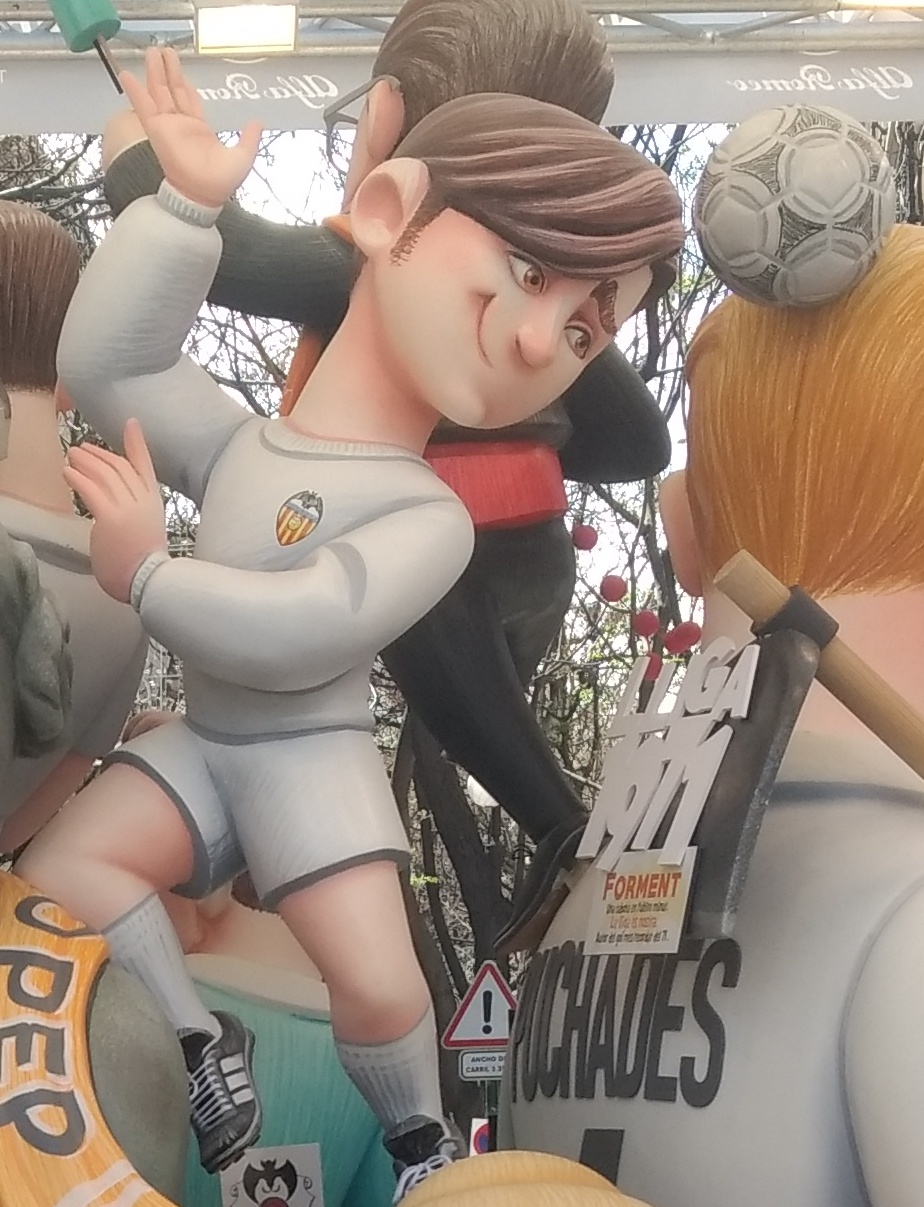
Forment, representat en la Falla Tio Pep de l'any 2019 com si marcara el gol contra el Celta.
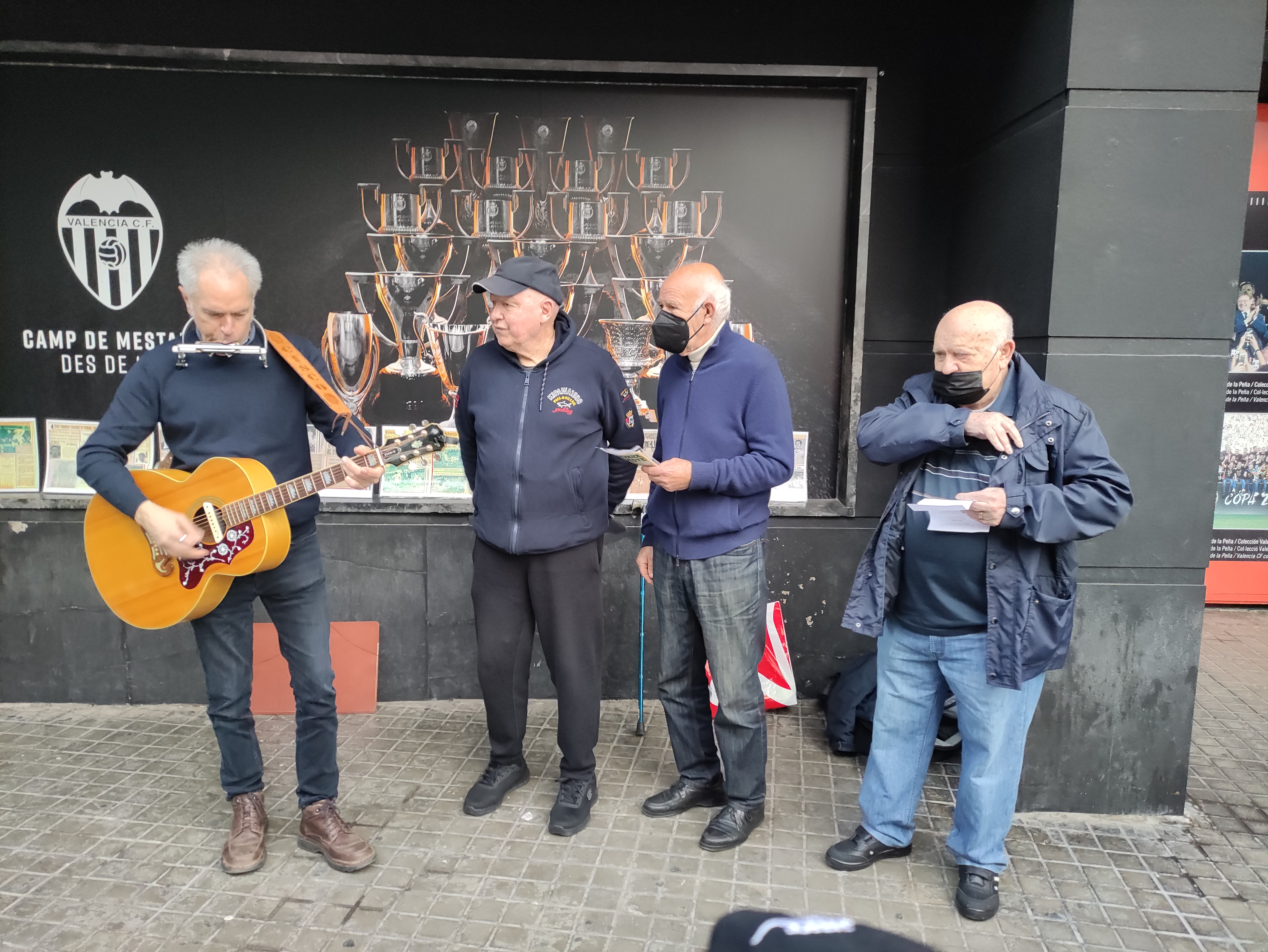
Cisco Fran canta, en la commemoració del gol, juntament amb Forment, Antón Martínez i Vicente Guillot.